# 誤った二分法
誤った二分法（あやまったにぶんほう、英: false dichotomy）、選択の限定あるいは誤ったジレンマ（英: false dilemma）は非論理的誤謬の一種であり、実際には他にも選択肢があるのに、二つの選択肢だけしか考慮しない状況を指す。
密接に関連する概念として、ある範囲の選択肢があるのにそのうちの両極端しか考えないという場合もあり、これを白黒思考 (black-and-white thinking) などと呼ぶ。なお "dilemma" の先頭の "di" は「2」を意味する。2つより多い選択肢の一覧が示され、その一覧以外の選択肢が存在するのに考慮しない場合、これを誤った選択の誤謬 (fallacy of false choice) または網羅的仮説の誤謬 (fallacy of exhaustive hypotheses) と呼ぶ。
誤った二分法は、特に選択を相手に強いるような状況で生じる（「お前が俺たちの仲間にならないなら、お前は敵だ」）。また、希望的観測や単なる無知によって選択肢を網羅できないために発生することもあり、詭弁とは限らない（「友達だと思っていたのに、昨日の晩はみんな来てくれたのに、お前だけ来なかった」）。
選択肢が2つだけだと、様々な選択肢の両極端であることが通例であり、価値観が非常に偏狭になる。これは、選択肢が相容れないものだ、「別の道」が存在しないという印象を与え、より大きな主張を信じさせる効果をもたらす。更に選択肢は網羅的であるかのように提示されるが、2つの選択肢以外の可能性を排撃し、ファジィ論理のように可能性のスペクトル全体を考慮することで、誤謬だと指摘できるか、少なくとも効果を弱めることができる。

## 例

### モートンの熊手
「モートンの熊手」 (en:Morton's Fork) はどちらも望ましくない2つの選択肢から選ぶというもので、誤った二分法の例とされることが多い。この言葉は英国貴族への課税についての論証を起源としている。
「わが国の貴族が裕福なら、永久に課税しても問題はない。逆に貧しくみえるなら、彼らは質素に暮らして莫大な貯金を蓄えているはずで、やはり永久に課税しても問題はない」
これは、土地だけ所有していて税として徴収可能な流動資産がない貴族を考慮していないという点で、誤った二分法と言える。

### 誤った選択
「誤った選択」(false choice) は、問題の中間的部分を意図的に排除しようとする試みを反映したものであることが多い。作家のエルドリッジ・クリーバーは1968年の大統領選挙のキャンペーンで「あなたがたは、解決策の一部であるか、さもなくば問題の一部だ」という引用をした。これはその7年前に The Guthrian 紙に載った「全ての人は、問題の一部であるか、解決策の一部であるかのどちらかだ」という言葉を少し変えた引用であった。
騒音規制法（条例）に反対する意見は、誤った選択に陥っていることが多い。ニューヨーク市では、騒音を規制したら市民生活が悪い方向に変化するという意見を述べる人もいる。例えば、バーが深夜の騒音規制にひっかからないようにするには店を閉めるしかない、などという意見である。しかしこれは、バー側が防音のために改装したり音楽の音量を下げるなどの努力をして騒音が漏れないようにする可能性を除外している。

### 白黒思考
白黒思考 (black-and-white thinking) は誤った二分法の典型的形態である。例えば、物事がうまく行っているうちは無条件の楽天主義で、初めて挫折したときに全くの悲観主義に陥るといったことがよくある。また、他人を「いい人」と「悪い人」に無意識のうちに分類するなどといった傾向もこれに当たる。

### Falsus in uno, falsus in omnibus
「Falsus in uno, falsus in omnibus」とは、ラテン語の格言で「1つにおいて誤りならば、全てについて誤りである」という意味である。誰かがある問題を間違ったとき、他の問題も間違うだろうという意味で使われる。一般にある面で能力が欠けていても、あらゆる面で無能ということは言えないので、これは誤謬である。これは人身攻撃の一種であり、関連性の誤謬の特殊ケースでもある。

### 他に選択肢はない
他に選択肢はないという主張は、両極端だけを選択肢とする誤った二分法の例である。その場合、選択肢はそう主張する人の提案だけにしぼられる。